# オトナのJAZZ TIME
『オトナのJAZZ TIME』（おとなのジャズタイム）は、アール・エフ・ラジオ日本で毎週土曜 23:00 - 24:00に放送されているラジオ番組。2008年よりラジオ関西にネット開始。その後南日本放送、RKBラジオでもネットを開始し4局ネットで放送中。 1999年から2004年はテレビ版も併存した。

## 歴史
1990年に『I Love Music』のタイトルで放送開始した。1996年開始の90分番組『LP Jazz Time』（ナガオカトレーディング提供）では、CDを遠ざけ、アナログ音源を用い、ノーカットで全曲を流す硬派路線を徹底していた。
放送開始後10年を経た1999年4月に『JAZZ TIME '99』に改題。CD音源の使用を解禁した。年次改題は2002年の『JAZZ TIME '02』まで続き、2003年以降は現行の『オトナのJAZZ TIME』で固定している。1999年1月 - 2004年5月には朝日ニュースターで、出演者 同一、同名で別内容のテレビ番組を放送していた。
ナイターイン シーズンはプロ野球ナイター中継の影響で放送時間を度々、削られた結果、事前収録された短縮版の番組ストックが尽きてしまい、放送中止を急遽余儀なくされた事があった（1999年6月12日）。『オトナのJAZZ TIME』への改題と同時に、23時スタートの60分枠に短縮された。犬塚弘、大橋巨泉、谷啓、ペギー葉山らのリクエストが読まれたように、著名人・業界人の固定ファンが多かった事でも知られる。裏番組のNHKFM「ジャズ・トゥナイト」は、以前は実直な児山紀芳だった。オトナのJAZZ TIMEは、保守派の島崎保彦が「政治好き」で、先日選挙の手伝いをしたんですと番組中に告白する場合もあり、純粋のジャズファンからは敬遠されることもあった。
パーソナリティの島崎保彦が2019年4月23日に死去したため、同月27日放送分からは3週に渡って、アシスタントのジャズシンガー紗理の進行により、島崎の存命時の過去の音源を放送する追悼特集を放送。5月18日放送分からは紗理がパーソナリティを務めている。
紗理は出産のため2021年2月27日放送分をもって産休に入り、産休期間中は月替わりで代役パーソナリティを立て、6月5日放送分から復帰した。また、2021年6月からは最終週の放送はスペシャルパーソナリティが担当する形に変更された。

## パーソナリティ
- 紗理 - ジャズシンガー、中村誠一の娘

- 中村誠一（紗理の出産に伴う産休中の代役。2021年3月6日、13日、20日、27日放送分。2021年6月以降は3月、6月、9月、12月の最終週に出演）
- ジェントル久保田（同。2021年4月3日、10日、17日、24日。2021年6月以降は1月、4月、7月、10月の最終週に出演）
- 市原ひかり、田辺充邦（同。2021年5月1日、8日、15日、22日、29日。2021年6月以降は2月、5月、8月、11月の最終週に出演）

## かつてのパーソナリティ
- 島崎保彦 - コピーライター、広告プロデューサー[5]。「シマ・クリエイティブハウス」及び「トッシュ」社長。1933年生まれ、2019年4月23日、肺がんのため、85歳で死去[6]。

## 選曲プロデューサー
- 渡辺忠三郎
- 石原康行
- 高桑敏雄

## テーマソング
- オープニング - 「OPUS ONE」(サイ・オリヴァー・オーケストラ)
- エンディング - 「I'LL SEE YOU IN MY DREAMS / GOODNIGHT SWEETHEART」(レス・エルガート・オーケストラ)

## 歴代アシスタント
- 宮沢千絵（1990年10月 - ） - 「I love Music」
- 大久保里香 （1994年4月 - ） - 「Just Play the Music」
- 白川展子 （1996年4月 - ） - 「LP Jazz Time」
- 宇江佐りえ
- 鈴木歩羽（1997年1月 - ） - 「LP Jazz Time」
- 小村美佳（1999年1月 - 12月） - 「Jazz Time '99」
- 山辺千恵里（2000年1月 - ） - 「Jazz Time '00」
- 間宮ひろ （2002年1月 - ） - 「Jazz Time '02」
- 大久保里香（2003年10月 - ） - 「オトナのJazz Time」
- 柴田節子
- 鰐渕美恵子 - 銀座テーラー代表取締役社長
- 阿里耶（2008年5月 - 2017年8月） - ダンサー、シンガーソングライター
- 紗理（2017年9月 - 2019年4月） - 没した島崎に代わって2019年5月18日放送分からパーソナリティを務める